# هجوم يتسهار 2008
هجوم يتسهار 2008 هو هجوم وقع عام 2008 نفذه فتى فلسطيني في سن 14 عاما حيث هاجم مستوطنة يتسهار القريبة من مدينة نابلس مما أدى إلى مقتل مستوطن إسرائيلي وإحراق أحد منازل المستوطنة، لاحقا توفي المُنفذ وهو «صهيب ياسر أحمد صالح»  من قرية عصيرة القبلية جنوب نابلس، وهو ينتمي لـ جبهة الديمقراطية لتحرير فلسطين، وكان شقيقه أحمد ياسر صالح كان قد نفذ عملية اقتحام لذات المستوطنه عام 2002، وينتمي للجبهة الديمقراطية وجناحها العسكري كتائب المقاومة الوطنية.

## خلفيات الحادثة
كانت مجموعات المستوطنين في الضفة الغربية تهاجم المواطنين وتنطلق الاعتداءات على نابلس من هذه المستوطنة تحديدا وكان الطيران الإسرائيلي يقصف بعنف قطاع غزة فكانت العملية ردا على كل هذه الاعتداءت.

### حرق المزروعات
```
قام المستوطنين سابقا في نفس السنه بإحراق حوالي 64 دونماً من الأراضي الزراعية في منطقة الوجه الشامي جنوب 
بورين (نابلس)
، من الأراضي الزراعية الخصبة والغير مستغلة والتي تعود ملكيتها لأكثر من 8 عائلات من القرية.
[
9
]
```

### تدمير المنازل
```
قام المستوطنين بتكسير زجاج 13 منزلا تبعد مواقعهم مسافة 200 متر عن مستعمرة يتسهار من منازل قرية عصيرة القبلية ويسكنها نحو 65 فرداً، ومهاجمة المواطنين الذين يسكنون تلك المنازل بالضرب.
[
9
]
```

### الاعتداء على قطعان الماشية
يهجم مستوطنون مستعمرة يتسهار على فترات بالنزول إلى الأراضي الزراعية حول المستعمرة والاعتداء على رعاة الماشية الفلسطينيين والمزارعين، بالإضافة إلى سرقة الأغنام وحتى الحمير.

## التنفيذ
قام الشاب الفلسطيني بمحاولة أقتحام سياج المستوطنة وقام بالتسلل داخل المستوطنة وبعد ذلك، قام بطعن مستوطن إسرائيلي مما أدى إلى مقتله من ثما قام الشاب بأحراق أحد منازل المستوطنة ولاحقا لاذ بالفرار. لكن رصاص المستوطنين أدركه وتوفي بعد ذلك.